# 紀元前8千年紀
紀元前8千年紀（きげんぜんはっせんねんき）は、西暦による紀元前8000年から紀元前7001年までを指す千年紀（ミレニアム）である。現在からおよそ9000年〜1万年前に当たる。

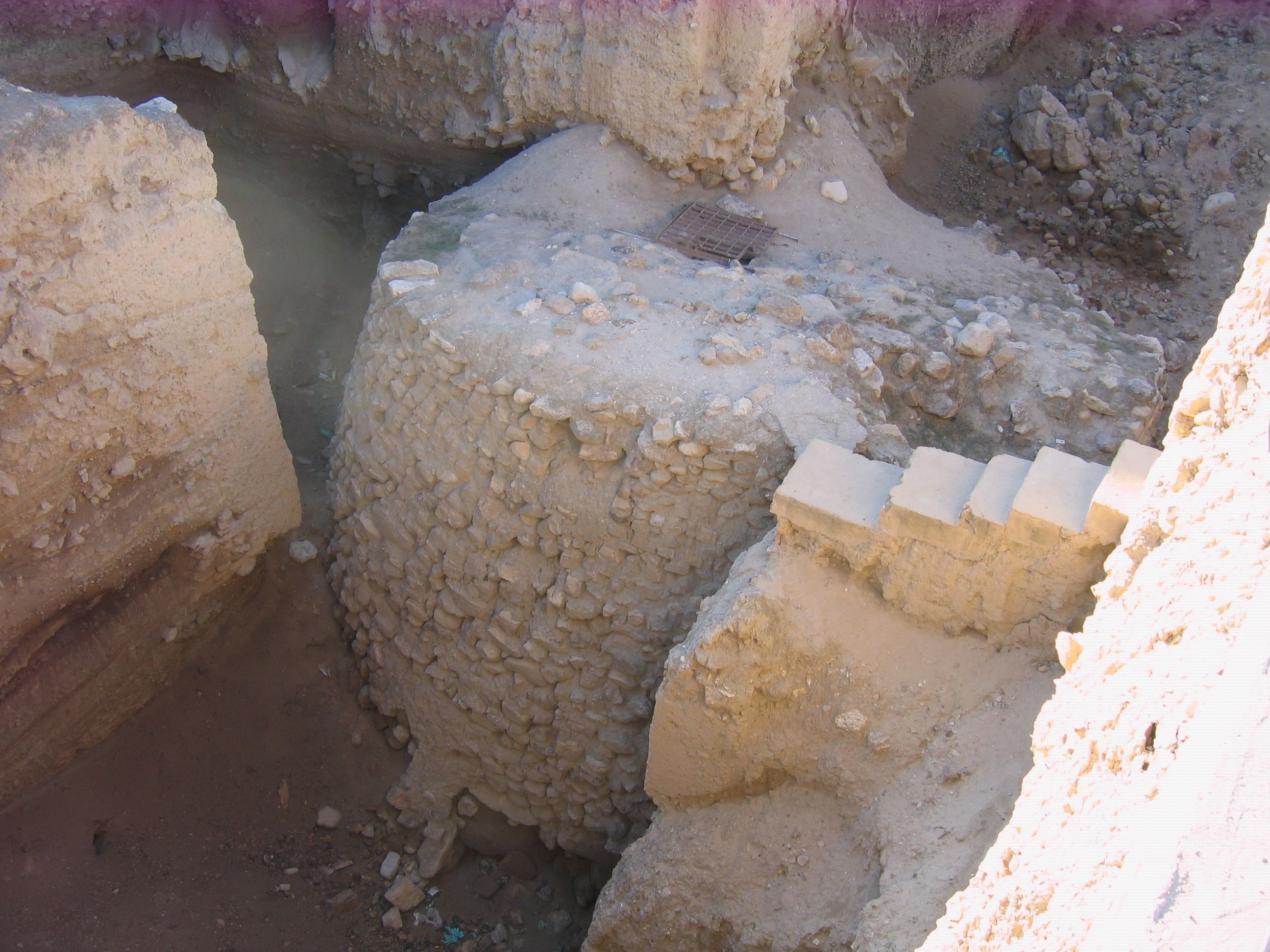
エリコの塔。8.5mの石造の塔で新石器時代末期に建てられた世界最古の高層建築とされている。

## 時代
- 中東で農耕が広まり、新石器時代に移行する。
- ヨーロッパでは中石器時代で、細石器が普及する。

## できごと
- 紀元前8000年頃
  - 西アジア〜西ヨーロッパ・北アフリカ〜エーゲ海で、細石器が普及する。
  - フランスのトゥールーズ近郊マス・ダジール（アージル文化の標準遺跡）の中石器文化栄える。
  - イギリスのチェダー渓谷出土の洞窟から発見された完全な成人男性骨格の「チェダーマン（英語版）」はこの時代の人物。
  - イスラエルのテル・エッ・スルタン（英語版）遺跡の「エリコの塔」が作られる。
  - 日本で縄文時代早期。隆起線文土器・爪形文土器・無紋土器がつくられる。局部磨製石斧がつくられる。女性像を線刻した小礫がつくられる（愛媛県上黒岩岩陰遺跡）。
- 紀元前7550年頃
  - このころ、オウシュウトウヒの一個体オールドティッコが発芽。現在世界で最も長く生きている樹木とされる。
- 紀元前7500年頃 
  - 中国長江流域で彭頭山文化がはじまる。
  - 千葉県の西之城（にしのじょう）貝塚と神奈川県の夏島（なつしま）貝塚が作られる。そこから出た土器を手懸かりにおおよその年代を割り出すと、現在まで発見された貝塚の中で最も古い時期の貝塚ということができる。
  - アナトリア半島南部のコンヤ平原のチャタル・ヒュユク遺跡が築かれる。
  - キプロス島のシロウロカンボス遺跡（英語版）出土の最古の飼い猫が埋葬される。

## 発明・発見
- 紀元前8000年頃 - 西アジアでヒツジ・ヤギ・ブタが飼われ始める。
- 南アメリカでキャッサバの栽培。